# Teixidor de Jackson
El teixidor de Jackson (Ploceus jacksoni) és un ocell de la família dels ploceids (Ploceidae).

## Hàbitat i distribució
Habita zones humides de l'extrem oriental de Sudan del Sud, centre i sud d'Uganda, Burundi i oest i sud de Kenya cap al sud fins l'oest, sud i nord-est de Tanzània.